# مسجد كبود غنبد
مسجد كبود غنبد (بالفارسية: مسجد کبود گنبد) هو مسجد تاريخي يعود إلى عهد الدولة السلجوقية ويقع في مقاطعة كلات بإيران.